# Korsarz (film 1938)
Korsarz (ang. The Buccaneer) – amerykański film fabularny z 1938 roku w reżyserii Cecila B. DeMille’a.

## Obsada
- Fredric March – Jean Lafitte
- Franciska Gaal – Gretchen
- Akim Tamiroff – Dominique You
- Margot Grahame – Annette de Remy
- Walter Brennan – Ezra Peavey
- Ian Keith – Senator Crawford
- Spring Byington – Dolley Madison
- Douglass Dumbrille – gubernator Ferdinand Claiborne
- Robert Barrat – kapitan Brown
- Hugh Sothern – Andrew Jackson
- John Rogers – Mouse
- Beulah Bondi – ciocia Charlotte
- Anthony Quinn – Beluche
- Louise Campbell – Marie de Remy
- Montagu Love – admirał Cockburn
- Eric Stanley – generał Ross
- Fred Kohler – Gramby
- Gilbert Emery – kapitan Lockyer
- Holmes Herbert – kapitan McWilliams
- Evelyn Keyes – Madeleine
- Francis McDonald – Camden Blount
- Frank Melton – porucznik Shreve
- Stanley Andrews – urzędnik portowy
- Jack Hubbard – Charles
- Richard Denning – Captain Reid[1]

## Nagrody i nominacje
| Nazwa nagrody | Wygrane            | Nominacje                            |
| ------------- | ------------------ | ------------------------------------ |
| Oscar         | 1939 bez rezultatu | 1939 Najlepsze zdjęcia Victor Milner |